# 앤트로포이드 (영화)
《앤트로포이드》(영어: Anthropoid)는 2016년 9월에 개봉한 영국, 체코, 프랑스의 스릴러, 전쟁 영화이다. 숀 엘리스가 감독을, 숀 엘리스, 안토니 프레윈이 각본을 맡았다. 대한민국에서는 2018년 1월 18일에 개봉하였다.

## 줄거리
제2차 세계 대전 기간 중 나치가 유럽의 전역을 함락하고 있을 무렵 체코의 통치자이자 홀로 코스트 계획을 추진하고 있던 라인하르트 하이드리히를 제거하기 위해 영국과 체코 슬로바키아 망명 정부가 극비리에 계획을 수립한다. 낙하산을 타고 체코 인근에 침투하는데 성공한 두 명의 최정예 특수요원 요셉(킬리언 머피)과 얀(제이미 도넌)은 마침내 체코 레지스탕스와 손을 잡고 작전에 돌입한다.

## 출연진
- 킬리언 머피 - 요셉 역
- 제이미 도넌 - 얀 역
- 안나 게이슬러노바 - 렌카 파브코바 역
- 샬롯 르 본 - 마리 코바르니코바 역
- 토비 존스 - 하이스키 역
- 해리 로이드 - 아돌프 오팔카 역
- 빌 밀러 - 아타 역
- 알레나 미훌로바 - 모라베츠 역
- 샘 킬리 - 요셉 부블릭 역
- 미쉬 보이코 - 얀 흐루비 역
- 브라이언 카스피 - 안토닌 역
- 숀 마혼 - 에두하르트 박사 역
- 바츨라프 네우질 - 요세프 발치크 역
- 마르친 도로친스키 - 라디슬라브 바넥 역
- 데트레프 보세 - 라인하르트 하이드리히 역
- 카렐 헐마넥 주니어 - 이그나츠 역
- 얀 부다르시 - 요셉 칼로프스키 역